# 왕치산
왕치산(중국어: 王岐山, 병음: Wáng Qíshān, 1948년 7월 1일~)은 중화인민공화국의 정치인이다. 중화인민공화국의 제10대 국가부주석이다. 중국공산당 정치국 상무위원, 중국공산당 중앙기율검사위원회 서기를 지냈다.

## 생애
1948년 태자당 후계자로 태생하였다. 산시성 다퉁시로 옮긴 뒤 그곳에서 기술자가 되는 한편 하방된 지식 청년의 삶을 경험하였다. 1983년 경제 건설과 국가 개혁에 참여하기 위해서 중국 공산당에 가입하였다. 1971년 산시성 박물관에서 근무하며 역사에 관심을 가졌고 1976년에 중국 서부의 시베이 대학 역사학과를 졸업하였다. 1979년까지 산시성 박물관 관리직을 맡았다. 1979년부터 1982년까지 중국사회과학원 중국 근대사 연구소에서 연구원으로 재직하였다.
1988년까지 중국 농촌신탁공사 총경리, 중국 국무원 농촌연구실에서 농촌 개혁과 발전 정책을 연구하였다. 1996년까지 중국인민은행 부총재를 역임하였으며, 1997년에는 중국건설은행 총재 등 주요 금융 기관장을 역임하였다. 1997년 12월, 광둥성 당위원회 상무위원을 거쳐 다음 해 1월부터 부성장을 지냈다. 2000년에 중국 국무원 경제 체제 개혁 판공실 주임을 맡았으며, 2002년부터 2003년까지는 하이난성 당위원회 서기를 지냈다.
2003년에 중증급성호흡기증후군(SARS) 은폐 문제로 인책 사임된 멍쉐눙의 후임으로 베이징시 대리 시장이 되었다. 그 후 SARS 문제 처리에 대한 탁월한 공적을 인정 받아 2004년 2월, 베이징시 시장에 정식 취임했다. 2007년까지 베이징시 시장을 역임하였다.
2012년까지 중국 국무원 부총리를 역임하였다. 또한 칭화대학교 대학원 경제관리학원 교수를 지냈으며 칭화대학교 경제관리학원 이사회 이사, 이사회 고문 등을 역임하였다.
2007년 10월의 제17기 1중 전회에서 중국공산당 중앙정치국 위원으로 선출되었다. 2008년 3월의 전국인민대표대회에서는 상무, 금융, 무역, 시장 관리, 관광 등을 담당하는 중국 국무원 부총리, 중국 국무원 당조 구성원이 되었다.
중국 공산당 개혁파 출신의 정치가로 중국 국무원 총리에 취임할 것으로 국내외 기대를 받았으나, 2012년에 제18차 전국대표대회와 18기 1중 전회에서 정치국 상무위원 겸 중앙기율검사위원회 서기로 선출되었다.
제18기 중국공산당 중앙정치국 상무위원을 역임하였다. 왕치산은 2018년 3월 17일 전인대에서 중화인민공화국 부주석에 선출되었다.
왕치산은 지난 1980년대 초부터 중국 공산당의 국가적 시장주의 개혁파의 주요 공직자 중 하나였던 야오이린의 사위이었을 뿐 아니라 대한민국과 전략적으로 가까운 관계에 있는 칭화 대학에서 경제학 분야 교수직을 맡아 동 대학 경제•경영•금융학 분야의 재건에 비중있게 참여한 바도 있어 중공 내에서 사실상 칭화계 정치인 중 하나로 분류된다.

## 학력
- 시베이대학 사학 학사

## 경력
- 1997년~1998년　광동성 위원회 상무위원
- 1998년~2000년　광동성 위원회 상무위원장, 부성장
- 2000년~2002년　국무원 경제체제 개혁 판공실 주임, 당조 서기
- 2002년~2003년　하이난성海南省위원회 서기, 성 인민대표위원회 주임 (중앙위원 진입)
- 2003년~2004년　베이징시 위원회 부서기, 당조 부서기
- 2004년~2007년　베이징시 위원회 부서기, 시장, 당조 부서기
- 2007년~2008년　중앙정치국 위원
- 2008년~2011년　중앙정치국위원, 국무원부총리
- 2011년~2012년　중앙정치국 위원, 국무원부총리
- 2012년~2013년　중앙정치국 위원, 중앙기율검사위원회 서기, 국무원 부총리
- 2013년~2017년 중앙정치국 위원, 중앙기율검사위원회 서기
- 2018년~2023년 중화인민공화국 국가부주석

## 사진

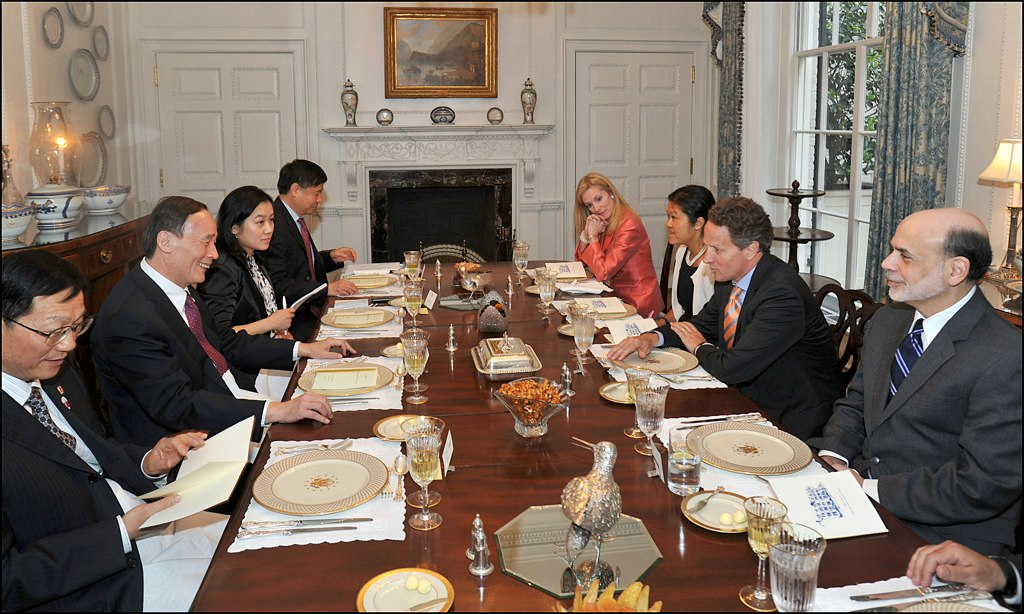
2011년 왕치산 국무원 부총리
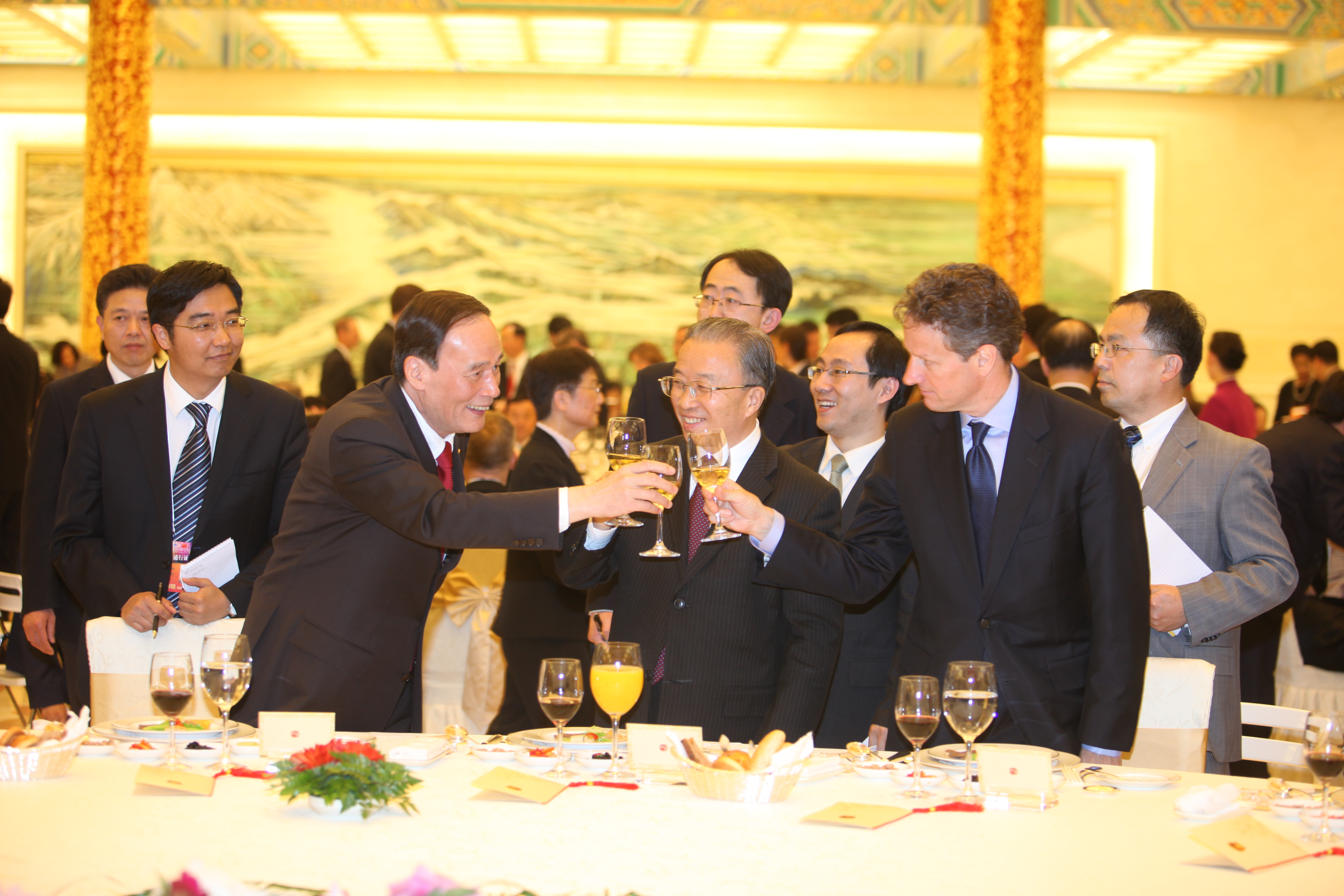
2012년 왕치산 국무원 부총리
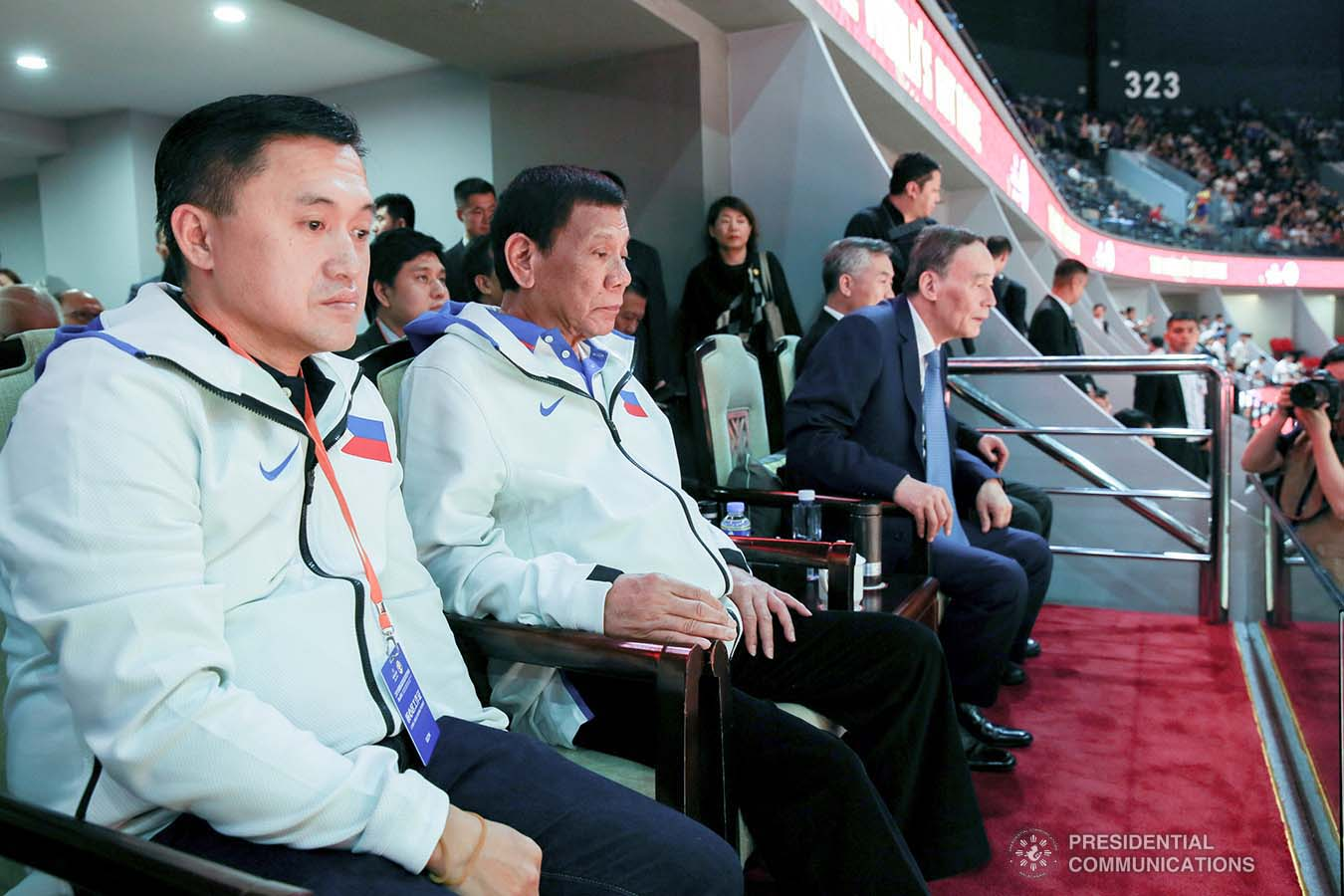
2019년 로드리고 두테르테 필리핀 대통령과 왕치산 중국 국가부주석(1)
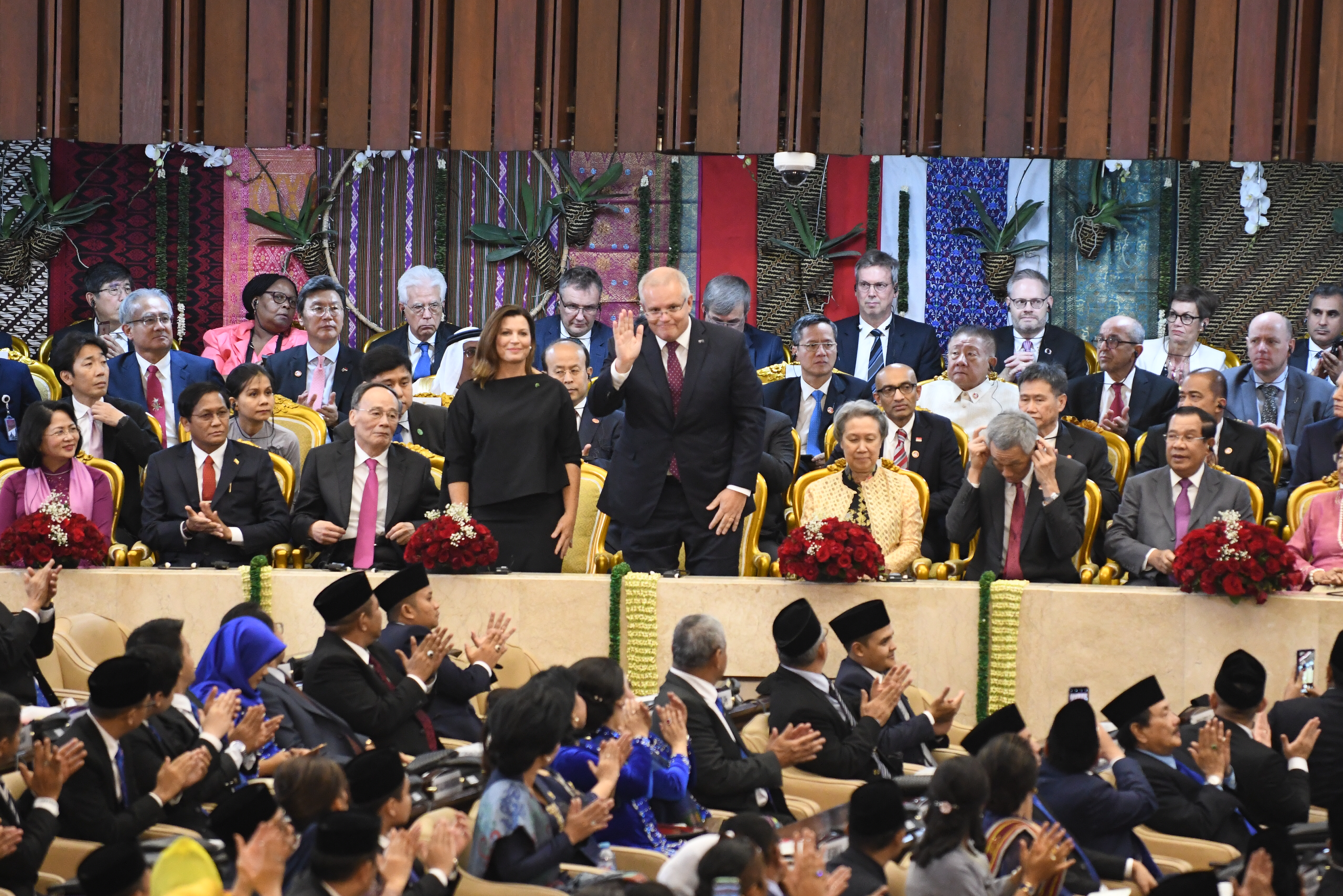
2019년 왕치산 중국 국가부주석(2)

## 가족 관계
- 친빙부: 야오이린 중국 국무원 부총리

## 재산 관련
- 2018년 기준 합법 뇌물로 155억위안(2조5000억원)의 재산을 보유 중이다.

## 같이 보기
- 중화인민공화국의 부주석